# Medalla de la Campanya Espanyola
La Medalla de la Campanya Espanyola (anglès: Spanish Campaign Medal) va ser una condecoració militar de les Forces Armades dels Estats Units que reconeixia aquells homes de l'exèrcit nord-americà que havien servit a la Guerra hispanoamericana. Encara que una única condecoració, hi havia dues versions de la Medalla de la Campanya d'Espanya, una per als homes de l'exèrcit i una altra per a les forces de la Marina i el Cos de marines.
La medalla de l'Exèrcit va ser dissenyada per Francis Davis Millet, mentre que les medalles de la Marina i els Marines van ser dissenyades per Rudolf Freund (1878–1960) de Bailey Banks & Biddle.
Les primeres versions de la medalla de la campanya espanyola suspenien la medalla d'una cinta d'or i vermella, però aquest disseny es va canviar el 1913 a petició d'Espanya que una medalla de servei dels Estats Units no tingués els colors de la bandera espanyola. La nova medalla va ser suspesa d'una cinta blau i groc.
Hi havia medallons separats tant per a la Marina com per a l'Exèrcit. Els destinataris del Cos de Marines van rebre la versió de la Marina amb el segell del Cos de Marines dels Estats Units al revers de la medalla.
L'únic dispositiu autoritzat per a la Medalla de la Campanya d'Espanya va ser la Citació de l'Estrella i llavors només per als destinataris de la condecoració de l'exèrcit nord-americà.

## Versió de l'Exèrcit
La versió de l'exèrcit de la Medalla de la Campanya espanyola es va establir el 12 de gener de 1905. Es va atorgar pel servei militar realitzat entre l'11 de maig i el 16 d'agost de 1898 a les regions geogràfiques de Cuba, Puerto Rico o les illes Filipines. L'1 de juliol de 1923 es van lliurar un total de 7.667 medalles.
Per a aquells homes de l'exèrcit que havien servit en servei actiu durant la guerra hispanoamericana, però que no havien estat desplegats en acció, el 1918 es va establir una medalla separada, coneguda com la medalla del Servei a la Guerra Espanyola.

## Versió de la Marina
La versió de l'Armada de la Medalla de la Campanya Espanyola es va crear el 27 de juny de 1908 i es va lliurar a qualsevol home de la Marina o del Cos de Marines que hagués servit a les aigües de Cuba, Puerto Rico o Filipines entre el 21 d'abril i el 16 d'agost de 1898 en vaixells selectes. En total, les tripulacions de 47 vaixells eren elegibles per a la medalla:
| - USS Abarenda - 07 de juny de 1898-26 de juny de 1898 - USS Alexander Hamilton - 19 de juny de 1898-30 de juny de 1898 - USS Amphitrite - 21 d'abril de 1898-12 d'agost de 1898 - USS Annapolis - 25 d'abril de 1898-12 d'agost de 1898 - USS Apache - 04 d'agost de 1898-12 d'agost de1898 - USS Armeria - 04 de juny de 1898-03 de juny de 1898 - USS Armeria - 26 de juny de 1898-12 d'agost de 1898 - USS Accomac - 21 d'abril de 1898-12 d'agost de 1898 - USS Badger - 01 de juliol de 1898-12 d'agost de 1898 - USS Baltimore - 21 d'abril de 1898-16 d'agost de 1898 - USS Bancroft - 09 de maig de 1898-12 d'agost de 1898 - USS Brooklyn - 18 de maig de 1898-12 d'agost de 1898 - USS Boston - 21 d'abril de 1898-16 d'agost de 1898 - USS Brutus - 23 de juliol de 1898-16 d'agost de 1898 - USS Buccaneer - 06 d'agost de 1898-12 d'agost de 1898 - USS Caesar - 06 de juliol de 1898-07 de juliol de 1898 - USS Calumet - 21 de juliol de 1898-12 d'agost de 1898 - USS Castine - 21 d'abril de 1898-12 d'agost de 1898 - USS Celtic - 18 de juny de 1898-30 de juliol de 1898 - USS Cincinnati - 21 d'abril de 1898-30 de maig de 1898 - USS Cincinnati - 15 de juliol de 1898-12 d'agost de 1898 - USS Charleston - 20 de juny de 1898-16 d'agost de 1898 - USS Cheyenne - 03 d'agost de 1898-12 d'agost de 1898 - USS City of Pekin - 20 de juny de 1898-30 de juliol de 1898 - USS Columbia - 30 de juny de 1898-12 d'agost de 1898 | - USS Concord - 21 d'abril de 1898-16 d'agost de 1898 - USS Cushing - 21 d'abril de 1898-12 d'agost de 1898 - USS Detroit - 21 d'abril de 1898-12 d'agost de 1898 - USS Dixie - 18 de juny de 1898-12 d'agost de 1898 - USS Dolphin - 21 d'abril de 1898-29 de juny de 1898 - USS Dorothea - 30 de juny de 1898-12 d'agost de 1898 - USS Dupont - 21 d'abril de 1898-03 d'agost de 1898 - USS Eagle - 23 d'abril de 1898-12 d'agost de 1898 - USS Ericsson - 21 d'abril de 1898-12 d'agost de 1898 - USS Fern - 21 d'abril de 1898-12 d'agost de 1898 - USS Fish Hawk - 24 de juliol de 1898-12 d'agost de 1898 - USS Foote - 21 d'abril de 1898-12 d'agost de 1898 - USS Frolic - 31 de juliol de 1898-12 d'agost de 1898 - USS Gloucester - 03 de juny de 1898-12 d'agost de 1898 - USS Gwin - 08 de juliol de 1898-12 d'agost de 1898 - USS Hamilton - 01 de maig de 1898-12 d'agost de 1898 - USS Hannibal - 25 de juny de 1898-13 de juliol de 1898 - USS Hannibal - 30 de juliol de 1898-12 d'agost de 1898 - USS Harvard - 11 de maig de 1898-02 de juny de 1898 - USS Harvard - 01 de juliol de 1898-10 de juliol de 1898 - USS Hawk - 23 d'abril de 1898-12 d'agost de 1898 - USS Hector - 30 de juny de 1898-24 de juliol de 1898 - USS Helena - 21 d'abril de 1898-12 d'agost de 1898 - USS Hist - 25 de juny de 1898-12 d'agost de 1898 - USS Hornet - 23 d'abril de 1898-12 d'agost de 1898 - USS Hudson - 05 de maig de 1898-06 d'agost de 1898 |

Pel servei a les Índies Occidentals, l'Armada va atorgar la Medalla de la Campanya de les Índies Occidentals així com la Medalla Sampson, que va ser autoritzada per una resolució conjunta del Congrés el 1901. El 1913, l'Armada va suspendre l'atorgament de la Medalla de la Campanya de les Índies Occidentals i va ampliar els criteris de la Medalla de la Campanya Espanyola a qualsevol home de la Marina o de la Marina actiu durant el servei de la Marina Espanyola o dels Estats Units. Guerra. També es va canviar la cinta de vermell i groc a blau i groc per no ofendre els colors d'Espanya.

## Disseny

### Exèrcit
A la part superior de l'anvers hi ha la llegenda WAR WITH SPAIN (Guerra amb Espanya), mentre que a la part inferior hi ha la data "1898". Al centre hi ha una fortificació espanyola, possiblement un blocaus. Circumval·lant la medalla, a la dreta hi ha un manat de fulles de canya, i a l'esquerra, un manat de fulles de tabac.
Al revers hi ha la inscripció UNITED STATES ARMY (Exèrcit dels Estats Units) al voltant de la part superior. Al centre hi ha apareix la imatge d'un àliga aletejant sobre un àncora i, a la volta inferior, FOR SERVICE (Pel servei). Al centre hi ha la imatge d'un àliga aletejant sobre un escut, un tub de canó i diverses banderes. Sota la inscripció FOR SERVICE hi ha 13 estrelles.

### Marina

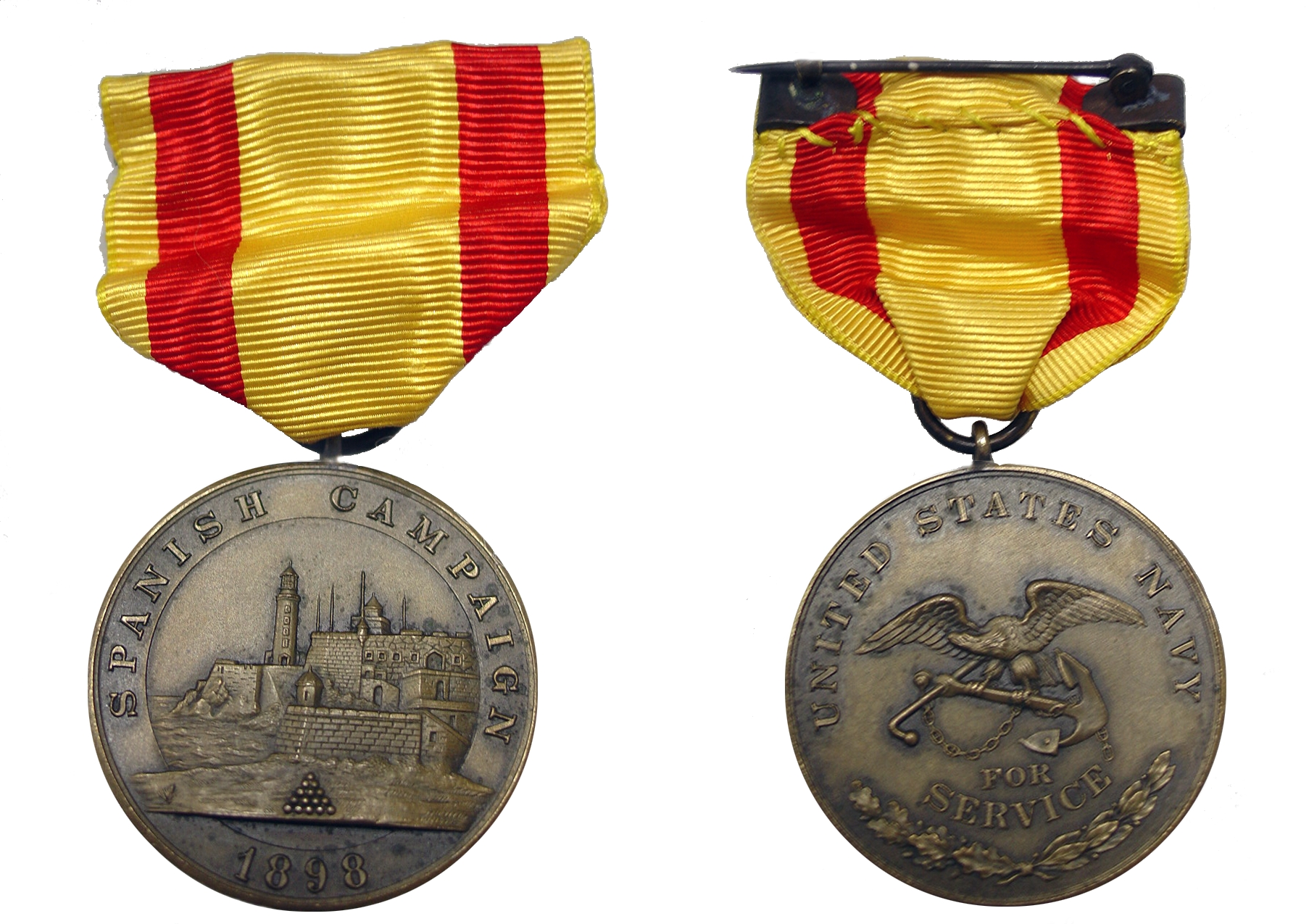
Medalla de la Campanya d'Espanya (Marina) amb cinta original

A la part superior de l'anvers hi ha la llegenda SPANISH CAMPAIGN (Campanya espanyola). A la part inferior hi ha la data "1898". Al centre hi ha una fortificació costanera típica espanyola, possiblement intenta ser el Castell Morro de La Havana, un símbol de la guerra. Sota la fortificació hi ha una pila de bales de canó.
Al revers hi ha la inscripció UNITED STATES NAVY (Marina dels Estats Units) al voltant de la part superior. Al centre hi ha apareix la imatge d'un àliga aletejant sobre un àncora i, a la volta inferior, FOR SERVICE (Pel servei). Sota la inscripció hi ha dos tipus de fulles, un manat de fulles de roure inclinat a l'esquerra, símbol de la força, i un manat de fulles d'olivera a la dreta, símbol de pau.